# Onchotelson
Onchotelson es un género de crustáceo isópodo de la familia Phreatoicidae.

## Especies
Este género contienen las siguientes especies:
- Onchotelson brevicaudatus
- Onchotelson spatulatus